# Ufermaina
Die Ufermaina (Acridotheres ginginianus) ist ein in Südasien beheimateter Singvogel aus der Familie der Stare.  Hinsichtlich der Färbung ähnelt sie der Hirtenmaina, mit der sie auch das Verbreitungsgebiet teilt, sie ist aber ein wenig kleiner. 

## Verbreitung
Die Ufermaina ist von der pakistanischen Provinz Sindh im Westen über größere Teile Nordindiens bis Bangladesch im Osten heimisch. Im Süden endet das Verbreitungsgebiet etwa auf dem Breitengrad von Mumbai, Maharashtra, Balasore und Orissa, mit Ausnahme der trockeneren Regionen Rajasthans. Die Verbreitung ist lückenhaft und konzentriert sich auf die größeren Flusstäler.
Die lokalen Namen für die Ufermaina sind:
- Ganga myna (Hindi)
- Gang salik (Bengali)
- Barad myna (Bihar)
- Bardi myna (Nepalesisch)
- Lali (Sind)
- Daryla myna (Uttar Pradesh)

Der Lebensraum der Ufermaina sind Felsen im offenen Land oder in der Umgebung menschlicher Siedlungen; auch ist sie oft in der Nähe von Teeständen oder Märkten sowie auf Bahnhöfen anzutreffen. Ihre Vorliebe für Flusstäler kommt im deutschen Namen sowie in den Namen auf Hindi (Ganga = Ganges) und Bengali zum Ausdruck.

## Beschreibung

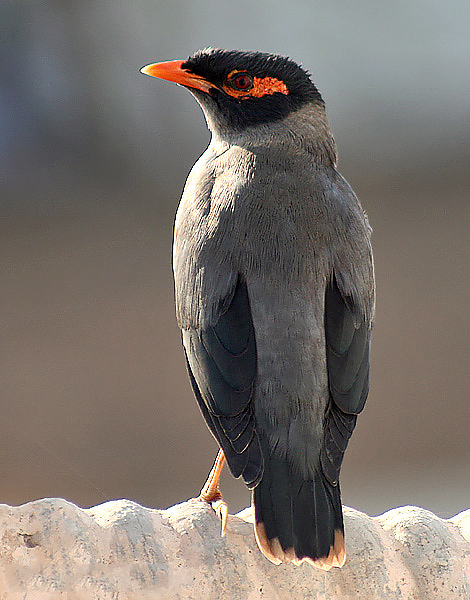
Rückenansicht

Die Ufermaina ist ein gedrungener, blau-grauer Starenvogel; der Schnabel und die nackte Haut um die Augen sind tief orange gefärbt. Im Vergleich zur Hirtenmaina ist er grauer und kleiner. Die beiden Geschlechter ähneln einander, die Färbung der Jungvögel ist blasser und bräunlicher.
Die Ufermaina ist gesellig, sie tritt oft im Schwarm auf, selbst während der Brutzeit. Sie ist üblicherweise sehr zahm und zutraulich und wird häufig dabei gesehen, wie sie auf Bahnhöfen zwischen den Füßen und dem Gepäck der Reisenden umherläuft, um Nahrung aufzupicken. Sie sucht auf Müllhalden nach Nahrhaftem und folgt Viehherden, um die Tiere nach Insekten abzusuchen.
Der Ruf ist etwas weicher als der der Hirtenmaina.

## Nahrung
Zur Nahrung der Ufermaina gehören Früchte, Getreidekörner und Insekten. Durch den Verzehr von Getreidesaat kann sie sich sehr nachteilig auf die Reifung von Kulturpflanzen auswirken.

## Fortpflanzung
Die Paarungszeit ist Mai bis August, vorzugsweise April bis Juni. Das Nest ist ein Ballen aus Gras und Abfällen, das in das erweiterte Ende eines horizontalen Erdtunnels gestopft wird. Diese Tunnel werden an steilen Flussufern, in stillgelegten Ziegelöfen, Lehmbrunnen oder in Mauerritzen vorgefunden.
Ufermainas brüten oft in Kolonien von 50 oder mehr Brutpaaren, nicht selten gemeinsam mit Hirtenmainas. Ein Gelege besteht aus 3 bis 5 blass-bläulich glänzenden Eiern.